# Pas de Sico
El Pas de Sico (castellà: Paso de Sico) és un coll fronterer entre les repúbliques de Xile i Argentina, situat en la serralada dels Andes a una altura de 4.080 metres sobre el nivell mitjà del mar. Uneix la II Regió d'Antofagasta, Xile amb la Província de Salta, Argentina a través de la ruta 23-CH de Xile i la Ruta Nacional 51 de Argentina. Ambdues rutes són de terra.
La vuitena etapa del Ral·li Dakar 2014 va utilitzar el Pas de Sico.

## Galeria

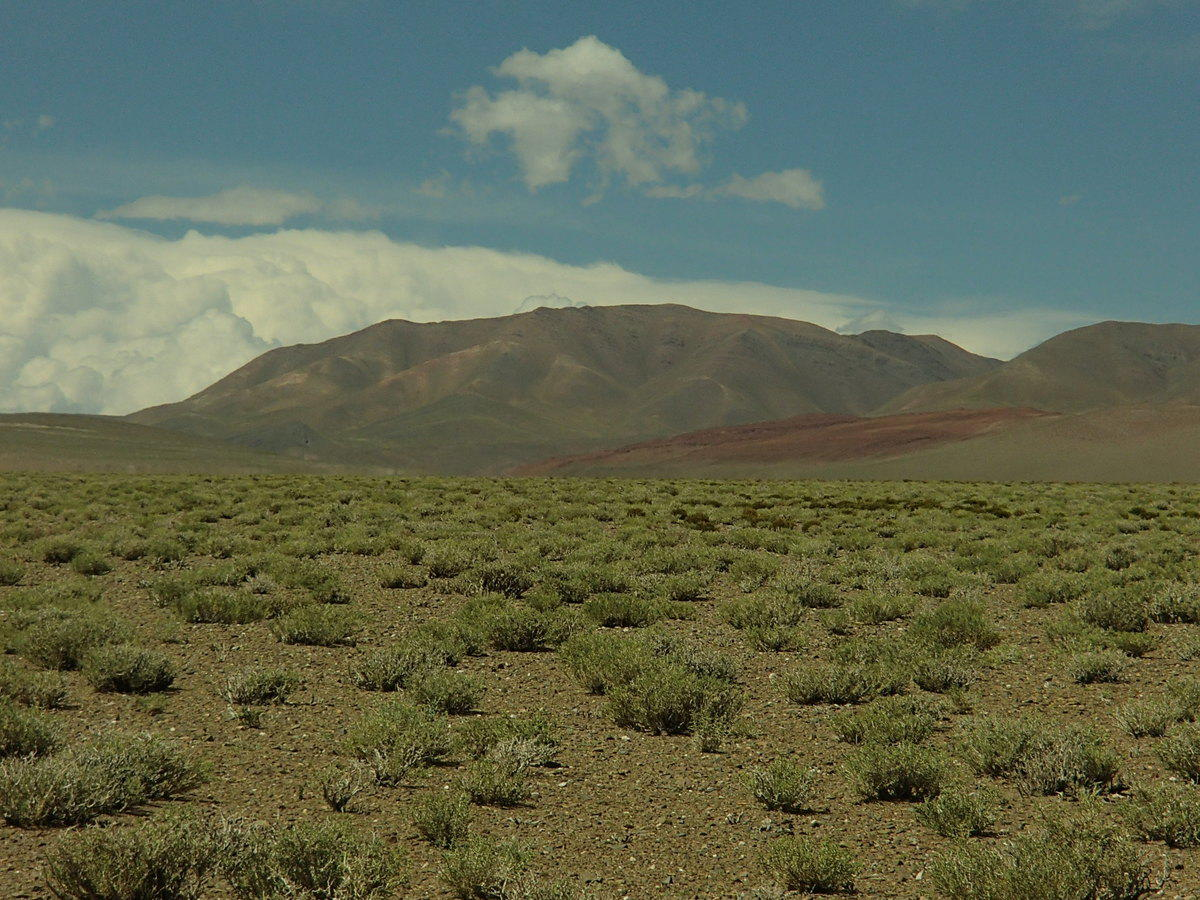
Paso Sico, costat argentí
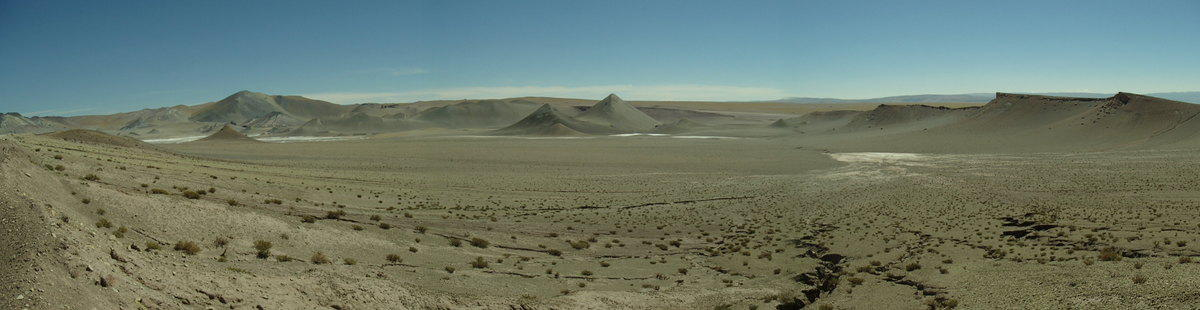
Paso Sico, costat xilè
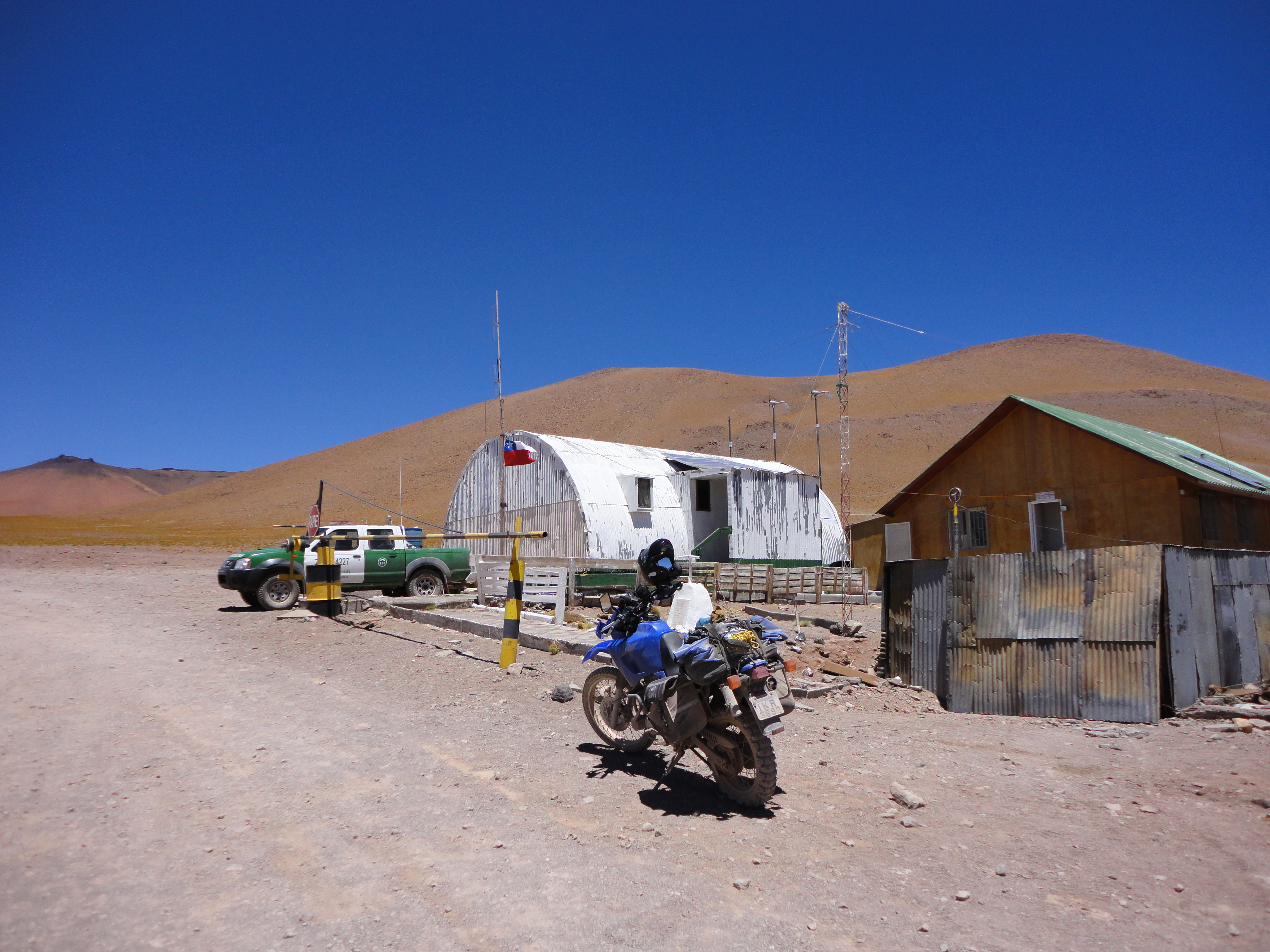
Control de duana xilena